# Лига цифровой экономики
«Лига Цифровой Экономики» — группа компаний в сфере информационных технологий. Специализируется на создании ИТ-систем по направлениям «Безопасный город» и «Умный город», реализует проекты цифровизации телекоммуникационного, финансового, государственного секторов, ТЭК, ритейла, производства и добычи, а также в области распознавания лиц, искусственного интеллекта. Президент и основатель — российский ИТ-эксперт и предприниматель Сергей Шилов.
Совокупная годовая выручка «Лиги Цифровой Экономики» по итогам 2020 года составила 17,8 млрд рублей с НДС.

## История
«Лига Цифровой Экономики» была основана в 2017 году Сергеем Шиловым. В группу компаний вошли AT Consulting, «Философия. ИТ», «Р.Т Решения», «Техконсур», «Мобильные профессионалы» и ряд других.
В 2018 году открылся корпоративный институт «Академия Лиги». В нём проходят обучение собственные сотрудники, а также организованы курсы переподготовки для людей с непрофильным высшим и средним специальным образованием для дальнейшего трудоустройства в ИТ-компаниях.
В 2019 году «Лига Цифровой Экономики» заняла 20-е место среди 100 ведущих участников российского ИТ-рынка и 9-е место среди поставщиков ИТ-решений для госсектора в рейтинге «Крупнейшие ИТ-компании в России» издания CNews.
В 2020 году группа компаний заняла 2-е место в рейтинге CNews «Крупнейшие поставщики решений для анализа данных в России 2020».

## Деятельность
На 2021 год в «Лиге Цифровой Экономики» работают свыше 4500 человек. В их числе специалисты CRM, ERP, ECM, CPM, ITSM, AI, BI и Big Data.
Группа компаний реализует проекты в различных отраслях экономики, включая телекоммуникационный, финансовый сектора, ТЭК, ритейл промышленность и производство, транспорт, а также государственный сектор. Среди клиентов в разные годы — группа ВТБ, Сбербанк, МВД России, «Газпром», «Россети», «Росатом», «Гознак», «Ростелеком», «Аэрофлот», РЖД и другие.
Офисы «Лиги Цифровой Экономики» расположены в Москве, Санкт-Петербурге, Астрахани, Белгороде, Волгограде, Воронеже, Екатеринбурге, Краснодаре, Красноярске, Курске, Нижнем Новгороде, Новосибирске, Севастополе, Таганроге, Ярославле, Киеве, Минске и Алматы.
В марте 2020-го компания AT Consulting Восток, входящая в «Лигу Цифровой Экономики», разработала ИТ-систему для борьбы с распространением коронавируса в России. Цифровой сервис был запущен в Республике Бурятия и позволил собирать информацию о гражданах, въезжающих в регион из-за границы или из других субъектов РФ, заболевших жителях, отслеживать их контакты. Также система использовалась для выдачи разрешений на заселение в гостиницы на озере Байкал.
В 2020 году группа компаний подписала соглашение с МГИМО, что дало старт международной программе подготовки ИТ-специалистов по направлению «Умный город» совместно с южнокорейским университетом Ёнсе.
В сезоне 2020—2021 годов группа компаний стала официальным спонсором Чемпионата и Кубка России по баскетболу среди юниоров и юниорок до 19 лет. В 2021 году группа компаний открыла представительство в Минске.